# 버저즈만

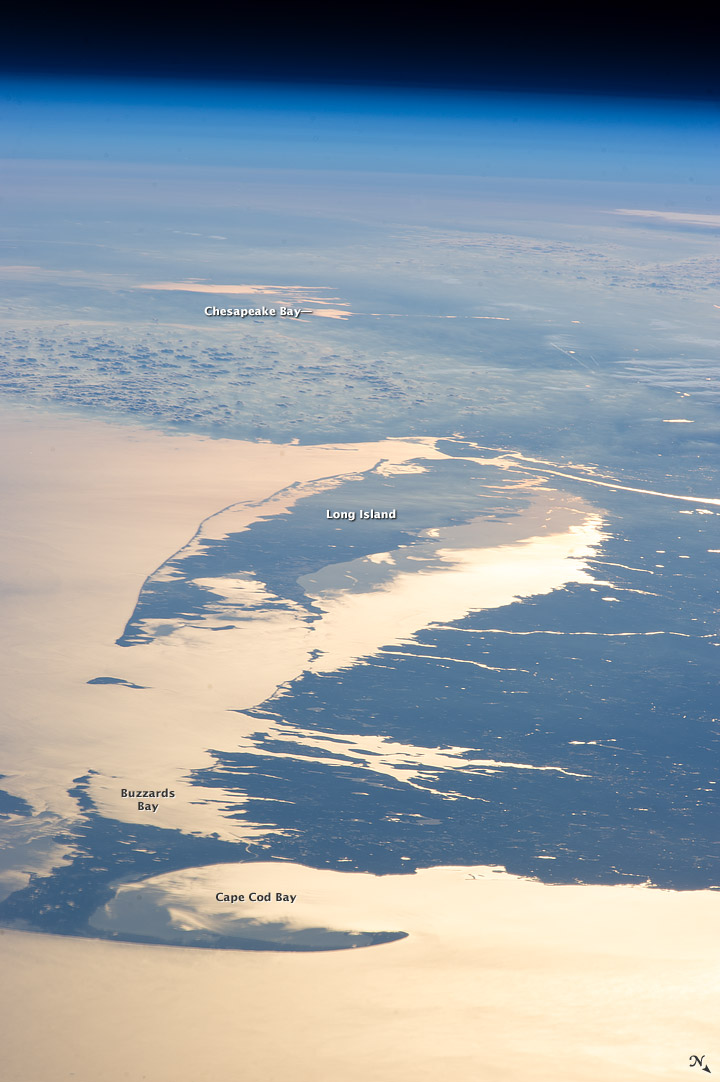
버저즈만과 주변 지역

버저즈만 또는 버저즈베이(Buzzards Bay)는 미국 매사추세츠주에 인접한 대서양의 만이다. 길이는 약 45km, 너비는 8마일(12km)이다. 낚시, 보트 타기, 관광으로 인기 있는 곳이다. 버저즈만은 동부 해안에서 가장 훌륭한 항해 장소로 간주되며 샌프란시스코 만까지의 항해 조건 측면에서 자주 비교된다. 1914년부터 버저즈만은 케이프코드 운하를 통해 케이프코드만과 연결되었다. 1988년 청정수법(Clean Water Act)에 따라 미국 환경보호청과 매사추세츠 연방은 버저즈만을 오염, 토지 개발 또는 남용으로 위협받는 "국가적으로 중요한 하구"로 국가 하구 프로그램으로 지정했다.